# Ри, Люси
Дама Люси Ри (англ. Lucie Rie, урождённая Gomperz; 1902—1995) — британская художница и педагог австрийского происхождения, занимавшаяся гончарным делом .

## Биография

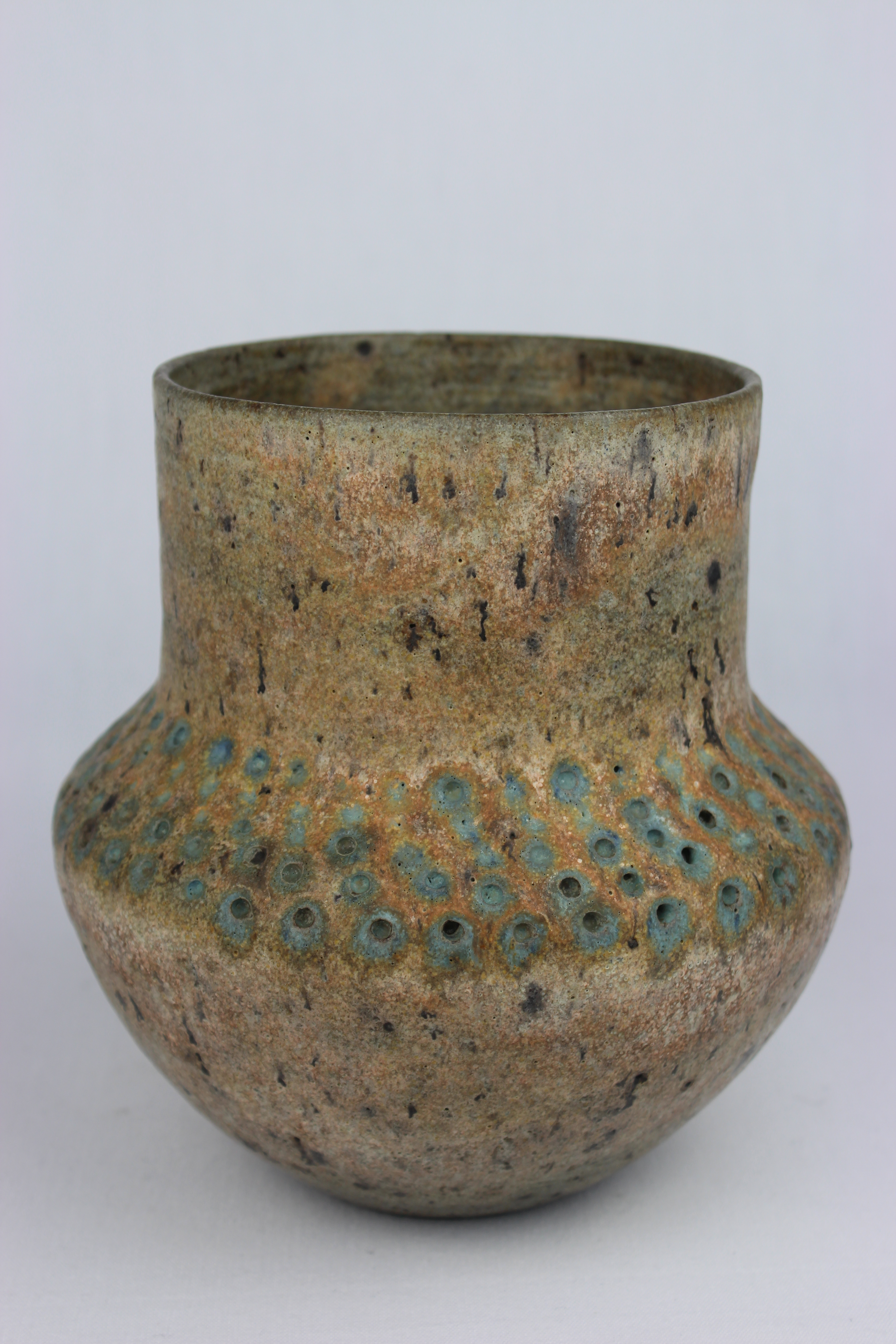
Одна из работ Люси Ри

Люси Ри родилась 16 марта 1902 года в Вене и была младшим ребёнком в семье Бенджамена Гомперца (Benjamin Gomperz), еврейского врача, который был консультантом Зигмунда Фрейда. У неё было два брата — Тедд и Пол (был убит во время Первой мировой войны на итальянском фронте в 1917 году).
Получив хорошее домашнее воспитание, после окончания школы Люси изучала керамику у Михаэля Повольни в Школе художественных ремесел (Kunstgewerbeschule) в Вене. 
С 1922 года сотрудничала с художниками Венских мастерских. Проживая в Вене, она познакомилась с коллекцией Римской керамики своего дяди, которая была составлена при раскопках в пригороде столицы Австрии. Эта коллекция пробудила в ней интерес к археологии. Также на Люси Ри оказали влияние течения неоклассицизма, югендстиля, модернизма и японизма  В 1926 году в Вене она вышла замуж за бизнесмена Ханса Ри (Hans Rie).
В 1925 году Люси Ри открыла свою первую студию в Вене и в этом же году выставляла свои произведения на Всемирной выставке в Париже. Продолжая участвовать в выставках изделиями в стиле ар-деко, в 1937 году она завоевала серебряную медаль на очередной Всемирной выставке в Париже, на которой Пабло Пикассо впервые представил свою «Гернику». Первую персональную выставку изделий из керамики она провела в 1949 году.
В 1938 году Люси Ри бежала из нацистской Австрии, эмигрировав в Англию, и обосновалась в Лондоне. В этот период осложнились её отношения с мужем, и их брак в 1940 году был расторгнут. До начала Второй мировой войны она предоставляла жильё другому австрийскому эмигранту — выдающемуся физику Эрвину Шредингеру. Во время и после окончания войны, чтобы свести концы с концами, она делала керамические пуговицы и украшения, некоторые из них в настоящее время экспонируются в лондонском Музее Виктории и Альберта как часть коллекции Lisa Sainsbury Collection в Центре изобразительных искусств Сэйнсбери Университета Восточной Англии в Норвиче, графство Норфолк.
В 1946 году Ри наняла помощника Ханса Копера, не имеющего опыта работы в керамике. Хотя Копер интересовался скульптурой, художница отправила его на обучение к гончару Хиберу Мэтьюзу (Heber Mathews). После обучения Копер стал партнером в студии Ри, оставаясь в ней до 1958 года, когда основал свою собственную студию в Хартфордшире. Они вместе экспонировали свои изделия, и их дружба продолжалась до смерти Копера в 1981 году.

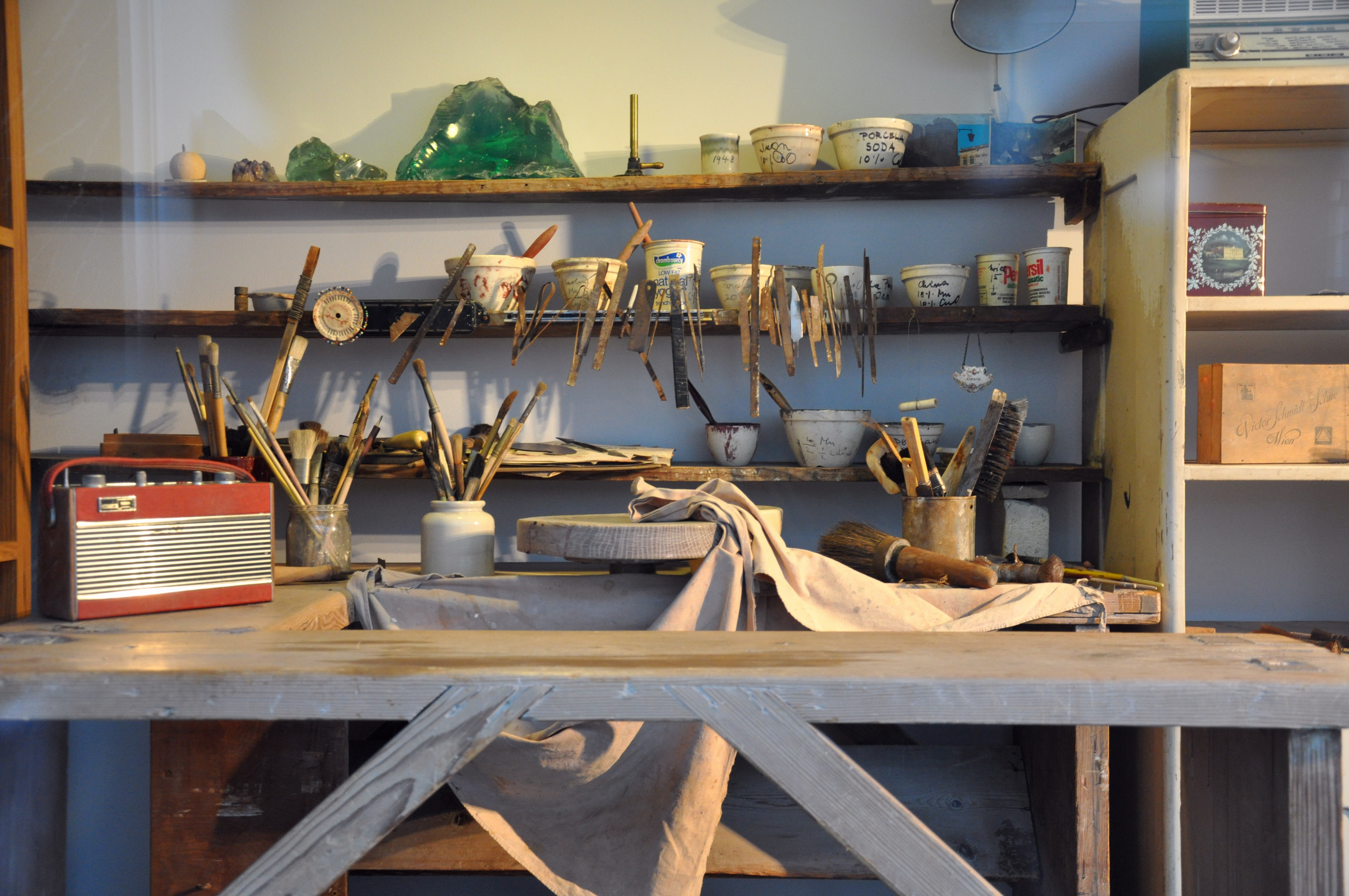
Мастерская Люси Ри, выставленная в музее Виктории и Альберта

Небольшая студия Ри находилась в её собственном доме на 18 Albion Mews, в переоборудованной конюшне возле Гайд-парка. Она была гостеприимным человеком, и её дом посещали много гостей, которых художница угощала чаем и пирожными. Студия почти не изменилась за те пятьдесят лет, что она в ней работала, и была реконструирована в галерее керамики Музея Виктории и Альберта. Люси Ри долгое время дружила с Бернардом Личем — одной из ведущих фигур в британском гончарном деле в середине XX века. Она преподавала с 1960 по 1972 год в колледже искусств Camberwell College of Arts. Она с большим успехом участвовала в выставках и получила ряд наград за свои произведения. Часть работ она завещала своему близкому другу японскому художнику Иссэю Миякэ 
Люси Ри перестала заниматься гончарным делом в 1990 году, когда она перенесла первый из серии инсультов. Она умерла в своём доме в Лондоне 1 апреля 1995 года .

## Заслуги и наследие

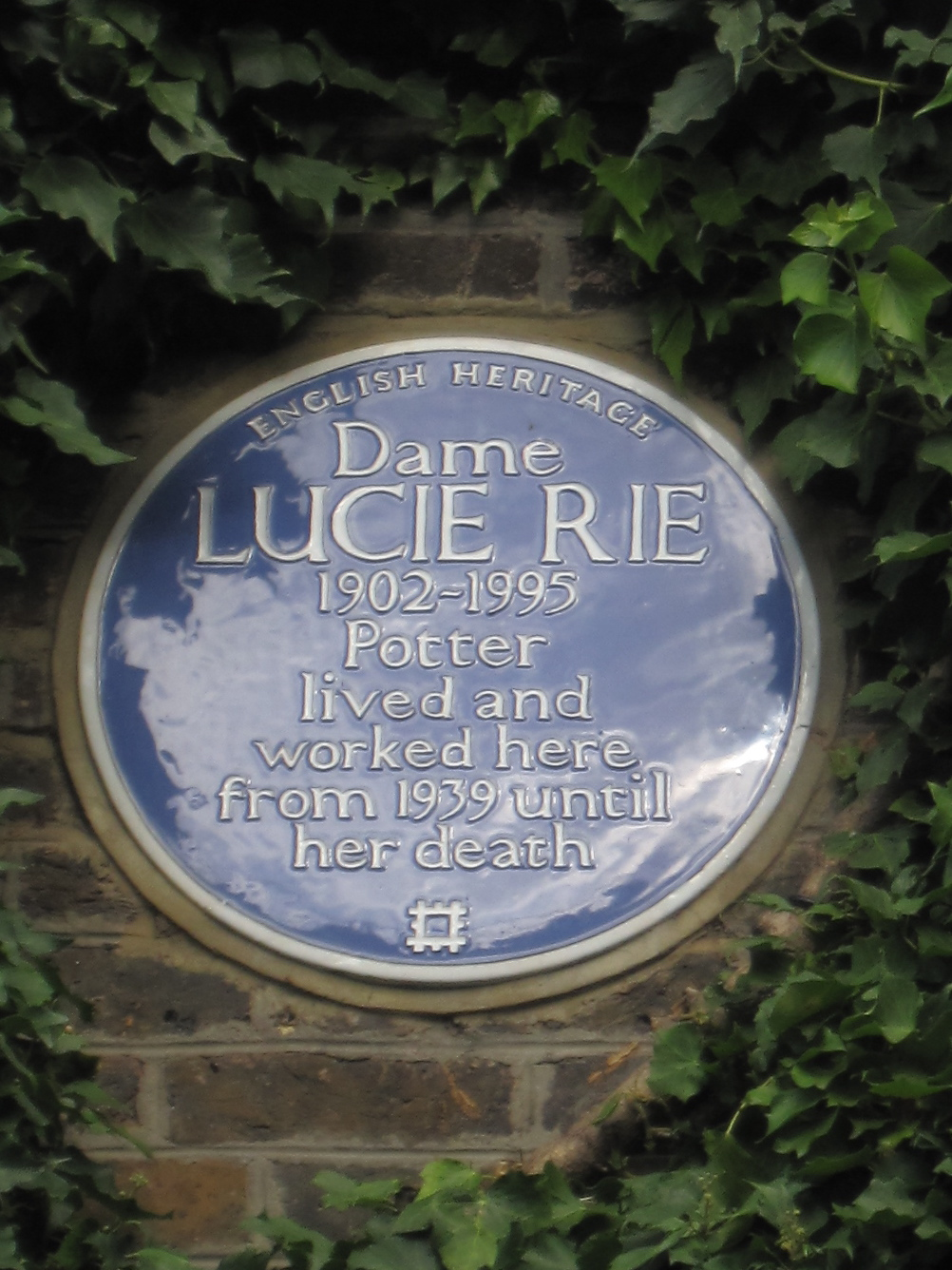
Синяя табличка на доме, где жила Люси Ри

Произведения Люси Ри находятся в частных и музейных коллекциях по всему миру, в том числе в Музее современного искусства в Нью-Йорке, Йоркской художественной галерее в Великобритании, Музее искусств Карнеги в Питтсбурге, Музее Пейсли в Шотландии. 
Художница повлияла на многих гончаров за свою 60-летнюю карьеру и разработала своеобразную печь для обжига. В серии почтовых марок 1987 года Studio Pottery одна из марок посвящена работе Люси Ри.
Люси Ри была удостоена нескольких степеней ордена Британской империи: офицер (OBE, 1968); командор (CBE, 1981); дама (1991, DBE). В 1969 году она стала почетным доктором Королевского колледжа искусств, в 1992 году — почетным доктором Университета Хериота-Уатта.